# Gnamptonyx
Gnamptonyx là một chi bướm đêm thuộc họ Erebidae.

## Các loài
- Gnamptonyx australis Viette, 1965
- Gnamptonyx innexa (Walker, 1858)
- Gnamptonyx obsoleta Hampson, 1913